# Jürgen Biehle
Pour les articles homonymes, voir Biehle.
Jürgen Biehle est un journaliste allemand. Il débute à la ZDF. En 1988, il devient rédacteur en chef de l’émission « ZDF Info Arbeit und Beruf » (ZDF info travail et profession) en 1988 avant d'en assurer la présentation de 1991 à 1996. Depuis 1998, il est à la fois présentateur et rédacteur d'Arte Info, sur la chaîne Arte qu'il a rejointe en 1996. En plus de l'allemand qui est sa langue maternelle, il parle couramment le français, et l'anglais. 
Il est lauréat du prix franco-allemand du journalisme en 1996.